# Widow’s Kiss

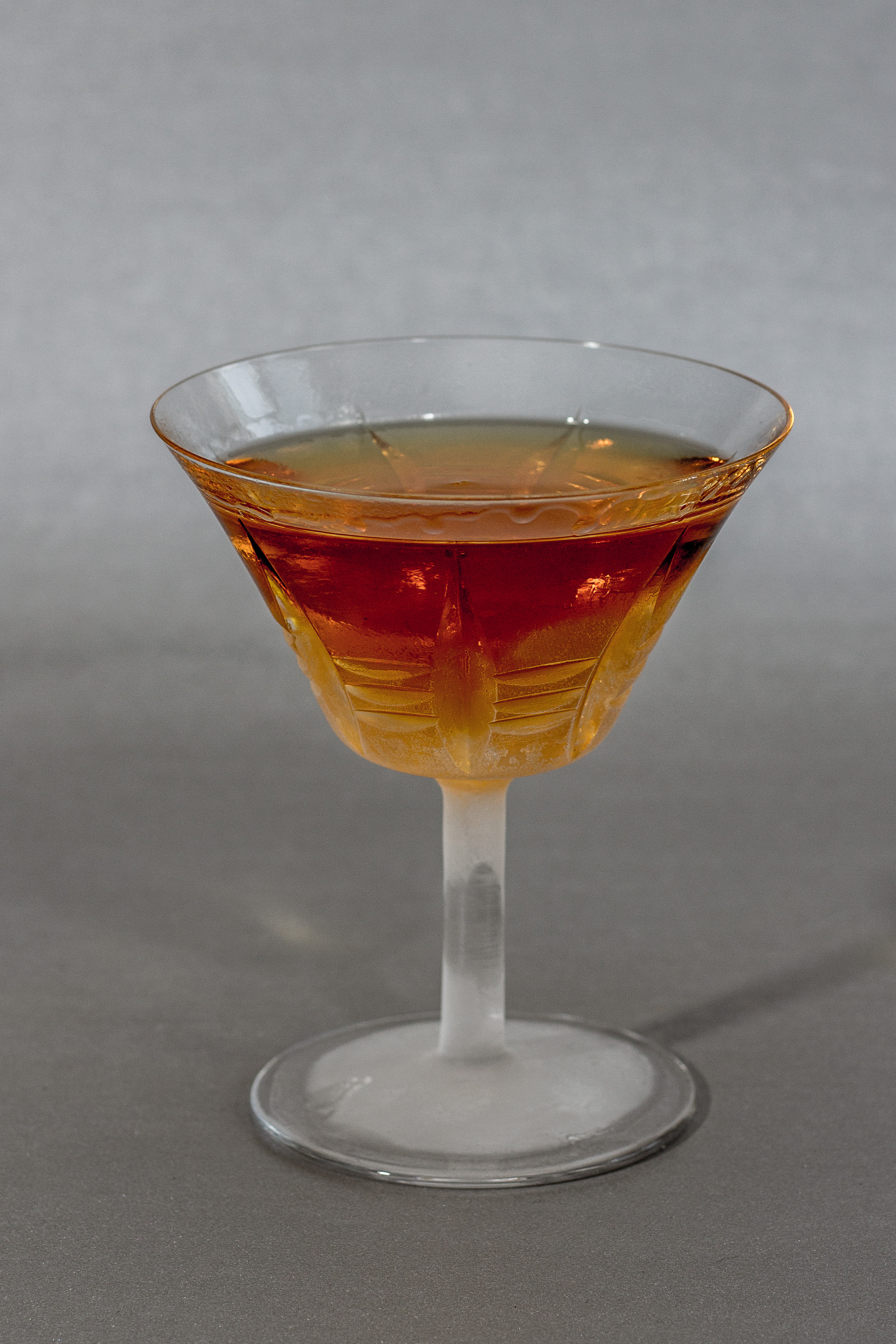
Klassischer Widow’s Kiss in einer gefrosteten Cocktailschale

Widow’s Kiss (‚Kuss der Witwe‘ oder ‚Witwenkuss‘, von englisch widow ‚Witwe‘ und kiss ‚Kuss‘) ist ein Cocktail-Klassiker aus zwei französischen Kräuterlikören – Chartreuse und Bénédictine – und einem Obstbrand aus Äpfeln, meist noch abgerundet durch einen Dash Cocktailbitter. Der wahrscheinlich Ende des 19. Jahrhunderts in den Vereinigten Staaten entstandene Drink gehört zu den Shortdrinks und wird in einer Cocktailschale serviert. Neben der intensiven Kräuternote und Aromen von „Apfel, Minze und Eukalyptus“ weist der Cocktail eine „leichte Honigsüße“ auf, sein Geschmack wird als intensiv-aromatisch bis „medizinisch“ beschrieben.

## Geschichte
Das älteste bekannte Rezept für einen Widow’s Kiss erschien 1895 in New York, wo es George Kappeler, ein Barkeeper aus dem Holland House Hotel, in seiner Sammlung Modern American Drinks veröffentlichte:

“A mixing-glass half-full fine ice, two dashes Angostura bitters, one-half a pony yellow chartreuse, one-half a pony benedictine, one pony of
apple brandy; shake well, strain into a fancy cocktail-glass, and serve.”

„Ein Mixglas zur Hälfte mit Eisstückchen füllen, zwei Dashes Angosturabitter, 1,5 cl gelbe Chartreuse, 1,5 cl Bénédictine, 3 cl Apfelbrand hinzufügen; gut schütteln, in eine Cocktailschale abseihen und servieren.“

Da eine der Zutaten, der Likör Bénédictine, zwar seit 1864 hergestellt, aber erst seit 1888 in die USA importiert wird, lässt sich die wahrscheinliche Entstehungszeit des Cocktails auf die frühen 1890er Jahre eingrenzen.
Gelegentlich wird das Getränk auch Harry Johnson zugeschrieben, der es 1900 veröffentlicht haben soll; tatsächlich findet sich ein Widow’s Kiss genannter Drink aber erst in einer 1934 erschienenen, überarbeiteten Ausgabe seines Barbuchs. Er besteht zudem nur aus Likören, nämlich zu gleichen Teilen aus Bénédictine, grünem (statt wie bei Kappeler gelbem) Chartreuse und Maraschino, einem Kirschlikör. Auf den Apfelbrand als Basisspirituose wird verzichtet und zusätzlich ein Eigelb hinzugefügt, so dass insgesamt ein vergleichsweise süßer und cremiger After-Dinner-Cocktail entsteht, der stark an einen Flip erinnert.
Auch andere Rezepte weichen zum Teil erheblich von Kappelers Version ab. Das 1910 in New York erschienene Barbuch Jack’s Manual verzeichnet zwar einen Widow’s Kiss, aber mit völlig anderen Zutaten, nämlich Rye Whiskey, Zucker, einem Eigelb und Sodawasser, weist also keine Verwandtschaft mit Kappelers Getränk auf. Auf einen gewissen Ruf von Bénédictine als „Witwenlikör“ deutet indes ein weiteres Rezept der Sammlung, das sich auch in anderen Barbüchern des frühen 20. Jahrhunderts findet: ein Widow’s Dream genannter Eggnog aus Bénédictine, Eigelb, Milch und Sahne.
Zu größerer Bekanntheit des Cocktails trug erst die nahezu unveränderte Aufnahme von Kappelers Rezept in das Savoy Cocktail Book bei, das 1930 erschien, zu den einflussreichsten Barbüchern in der ersten Hälfte des 20. Jahrhunderts zählte und in den folgenden Jahrzehnten zahlreiche Neuauflagen erlebte. Sein Autor, Harry Craddock, war seinerzeit Barchef im Londoner Savoy Hotel und verfügte aufgrund seiner früheren Tätigkeit in den USA über eine beträchtliche Rezeptsammlung. 1934 war er Mitbegründer des Berufsverbands United Kingdom Bartenders’ Guild (UKBG) und wurde ihr Vizepräsident. Im Gegensatz zu Kappeler hatte er jedoch beim Likör Chartreuse keine Farbe angegeben. Dadurch dürfte der Drink fortan häufiger mit dem älteren, wesentlich bekannteren, zugleich aber auch kräftigeren grünen Chartreuse anstelle der bei Kappeler erwähnten und im Vergleich milderen gelben Variante gemixt worden sein. Außerdem nennt Craddock (französischen) Calvados als Alternative zum in den USA üblichen Apple Brandy (siehe Applejack).

## Zubereitung

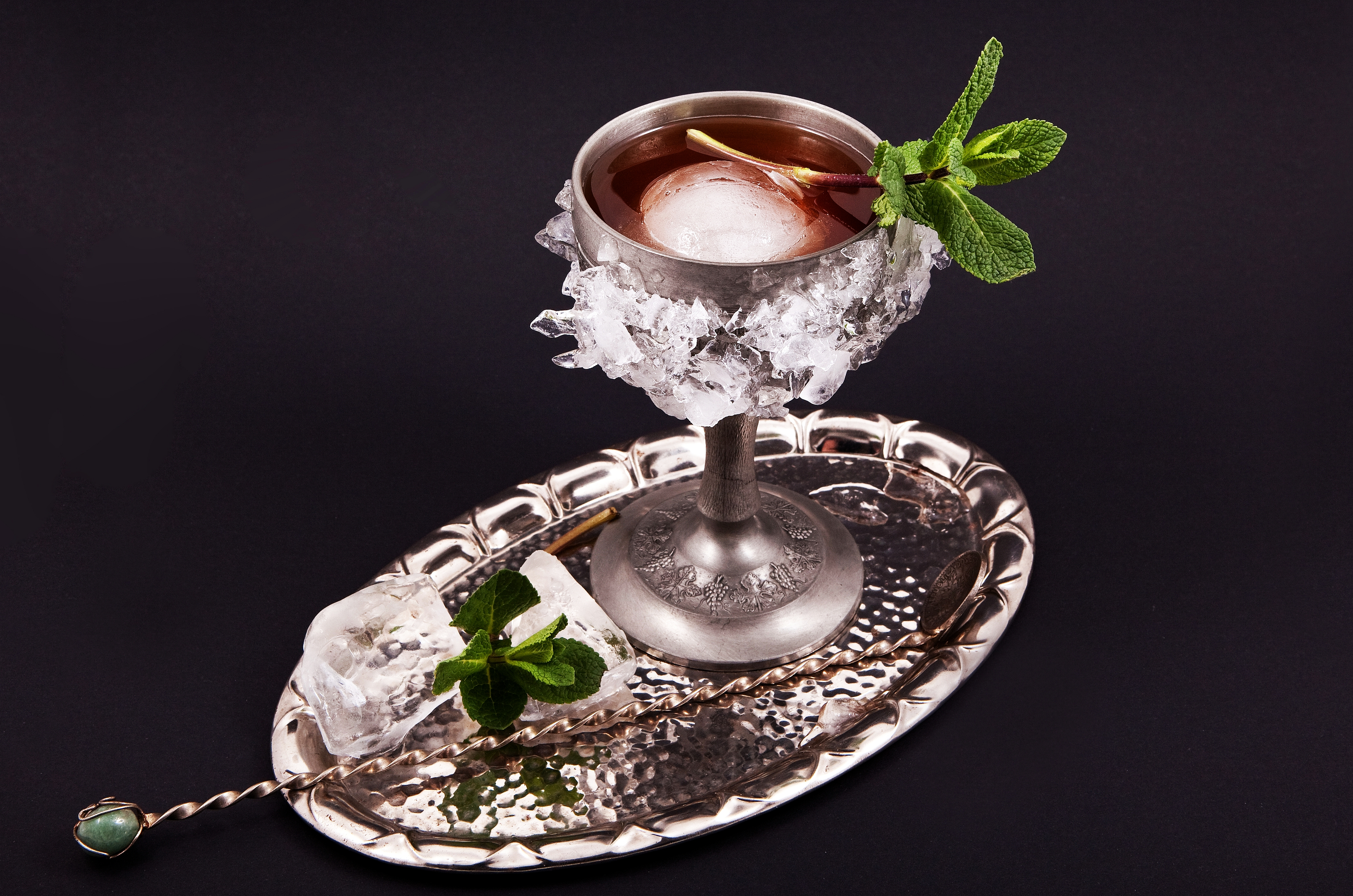
Widow’s Kiss mit Eisball in einem gefrorenen Silberbecher

Als Standardrezept des Cocktail-Klassikers wird heute in der Regel Kappelers Version von 1895 herangezogen (siehe oben).
Moderne Rezepte unterscheiden sich, wenn überhaupt, nur geringfügig bei der Bemessung der Zutaten, typisch ist Kappelers Mischungsverhältnis von je einem Teil Bénédictine und Chartreuse und zwei Teilen Apfelbrand (meist Calvados oder Apple Brandy). Beim Chartreuse sind sowohl die kräftigere grüne Variante („verte“) als auch die etwas mildere gelbe („jaune“) möglich oder es werden beide zugleich verwendet, wie bei Simon Difford, demzufolge allein grüner Chartreuse die übrigen Zutaten durch seinen kräftigen Geschmack zu überdecken drohe.
Entgegen der üblichen Regel, dass Cocktails, die nur aus alkoholischen, leicht mischbaren Zutaten bestehen, mit Eiswürfeln im Rührglas gerührt und nicht geschüttelt werden, wird der Widow’s Kiss, dem Rezept von Kappeler folgend, auch heute noch überwiegend im Cocktail-Shaker zubereitet.